# Весола (Седлецький повіт)
Весола (пол. Wesoła) — село в Польщі, у гміні Мокободи Седлецького повіту Мазовецького воєводства.
Населення — 15 осіб (2011).
У 1975-1998 роках село належало до Седлецького воєводства.

## Демографія
Демографічна структура станом на 31 березня 2011 року:
|          | Загалом | Допрацездатний вік | Працездатний вік | Постпрацездатний вік |
| -------- | ------- | ------------------ | ---------------- | -------------------- |
| Чоловіки | 10      | 3                  | 5                | 2                    |
| Жінки    | 5       | 0                  | 2                | 3                    |
| Разом    | 15      | 3                  | 7                | 5                    |